# Международное общество Густава Малера
Международное общество Густава Малера (нем. Internationale Gustav Mahler Gesellschaft) — международная организация, основанная в 1955 году в Вене по образцу Дома Бетховена в Бонне, с целью собрания библиотеки и архива, подготовки критического издания полного собрания сочинений композитора и популяризации его творчества.

## История
Создание общества, главной целью которого было бы изучение и пропаганда творчества «всё ещё малоизвестного композитора» Густава Малера, инициировал Венский филармонический оркестр. Основанное в 1955 году Общество возглавил в качестве президента известный австрийский музыковед  Эрвин Рац, почётным президентом стал выдающийся дирижёр, ученик Малера Бруно Вальтер.
Уже в 1956 году появилась первая национальная «секция» Международного общества — Общество Густава Малера в Нидерландах, в стране с богатыми традициями исполнения музыки композитора, заложенными ещё Виллемом Менгельбергом. В том же году аналогичные «секции» были созданы в Швеции, Соединённых Штатах, Японии и Германии.  В настоящее время общества Густава Малера существуют в десятках стран, но далеко не все считают себя секциями Международного общества. В 1957 году Международное общество уже насчитывало 210 членов.
К началу 60-х годов был собран значительный архив, позволивший приступить к изданию научно выверенного собрания сочинений Малера; первый том этого собрания (Седьмая симфония), под редакцией Эрвина Раца, вышел в свет в 1960 году — к 100-летию со дня рождения композитора. В 1980 году, к 25-летию самого Общества, был издан 12-й том этого собрания. 
После смерти Раца в 1973 году президентом Общества стал композитор Готтфрид фон Эйнем, редактором собрания сочинений Малера — Карл Хайнц Фюссль. Эйнема в 1991 году сменил Райнер Бишоф, Фюссля годом позже — Рейнгольд Кубик. В настоящее время президентом Общества является доктор Христиан Майер.

## Золотая медаль Общества
Ещё в 1958 году по инициативе Эрвина Раца Общество учредило Золотую медаль Малера (нем.  Mahler-Goldmedaille) — за особые заслуги в пропаганде творчества композитора. Первыми этой почётной награды удостоились немецкий дирижёр Карл Шурихт, его голландский коллега Эдуард ван Бейнум и руководимый им оркестр Консертгебау, Эдуард Флипсе и возглавляемый им Роттердамский филармонический оркестр.
В 50-х годах сам факт регулярного исполнения сочинений Малера стоил дорогого, с начала 70-х, на фоне «малеровского бума», Общество стало больше внимания уделять качеству интерпретаций. Среди награждённых медалью — дирижёры Рафаэль Кубелик и Димитрис Митропулос (1960), Леонард Бернстайн (1967), Бернард Хайтинк (1971), Йозеф Крипс (1974), Карло Мария Джулини(1980); вокалисты Криста Людвиг и Дитрих Фишер-Дискау (1980), ряд оркестров, в том числе Венский симфонический (1963), Венский филармонический (1980) и Нью-Йоркский филармонический (2005). Из российских дирижёров этой чести удостоились двое — Кирилл Кондрашин в 1974 году и Владимир Федосеев в 2007-м.